# 1960 Guisan
Guisan (asteroide 1960) é um asteroide da cintura principal com um diâmetro de 24,55 quilómetros, a 2,2131962 UA. Possui uma excentricidade de 0,1238214 e um período orbital de 1 466,33 dias (4,02 anos).
Guisan tem uma velocidade orbital média de 18,74041062 km/s e uma inclinação de 8,46822º.
Esse asteroide foi descoberto em 25 de Outubro de 1973 por Paul Wild.